# Джакобини, Мишель
Мишель Джакобини (фр. Michel Giacobini; 1873 — 6 марта 1938) — французский астроном.
Открыл несколько комет, в том числе, 205P/Джакобини (1896 г.), 41P/Туттля — Джакобини — Кресака (1907 г.) и 21P/Джакобини — Циннера (1913 г.).
До 1910 работал в обсерватории Ниццы, позже переехал в Париж, где работал в местной автрономической обсерватории.
Добровольцем участвовал в Первой мировой войне. Пострадал во время химической атаки противника. После выписки из госпиталя вернулся к работе астронома.
В 1903 году Мишель Джакобини был награждён Премией Жюля Жансена.